# Gamarthe
Gamarthe település Franciaországban, Pyrénées-Atlantiques megyében. Lakosainak száma 127 fő (2022. január 1.). Gamarthe Ainhice-Mongelos, Bussunarits-Sarrasquette, Ibarrolle, Lacarre és Larceveau-Arros-Cibits községekkel határos.

## Népesség
A település népességének változása:
| Lakosok száma | 123  | 113  | 118  | 127  | 126  | 127  | 127  | 130  | 128  | 127  |
|               | 2010 | 2013 | 2015 | 2016 | 2017 | 2018 | 2019 | 2020 | 2021 | 2022 |